# Shake
Shake var ett modernt dansband från Timrå i Medelpad. Bandet, som bildades 2002, bestod av Linda Ålevik (sång), Johan Sjödin (sång/keyboard), Lars Rylander (trummor/sång), Fredrik Hammarström (gitarr) och Peter Söderström.. Shake deltog i Dansbandskampen 2008.
Bandet gjorde sin sista spelning i Timrå den 29 december 2012.

## Bandets historia
Bandet hade under många år Christine Granholm som frontsångerska. Hösten 2010 ersattes hon av Linda Ålevik. Johan Sjödin, som tidigare varit med och startat dansbandet Blender, kom också in i bandet hösten 2010.
I juni 2011 slutade Ålevik i bandet och efter att ha funderat på en ny sångerska en tid bestämde sig killarna att fortsätta som "pojkband".[källa behövs]

## Album
- New Beginning[4] - 2008, Biwa Records[5]